# Valentin Neuville
Valentin Neuville (Rekspoede, 12 d'abril de 1863 - Lió, juny de 1941 a causa d'una leucèmia) fou un compositor i organista francès.
Després d'haver estudiat al Conservatori de Brussel·les, fou nomenat organista de l'església de Sant Nazari de Lió.
A més de les òperes:
- Le trèfle à quatre feuilles (Anvers, 1899);
- Tiphaine (Anvers, 1899);
- Madeleine (1901);
- L'aveugle (1901);
- Les Willis (1902);
- L'enfant.

Va escriure dues simfonies, dos quartets per a instruments de corda, una missa, motets, peces per a orgue i per a piano, i l'oratori Nôtre-Dame de Fourvières.